# Domenico Lanza (partigiano)
Domenico Lanza, soprannominato "Comandante Mingo" (Savona, 1909 – Piancastagna di Ponzone, 10 ottobre 1944), è stato un partigiano italiano, medaglia d'oro al valor militare alla memoria.

## Biografia

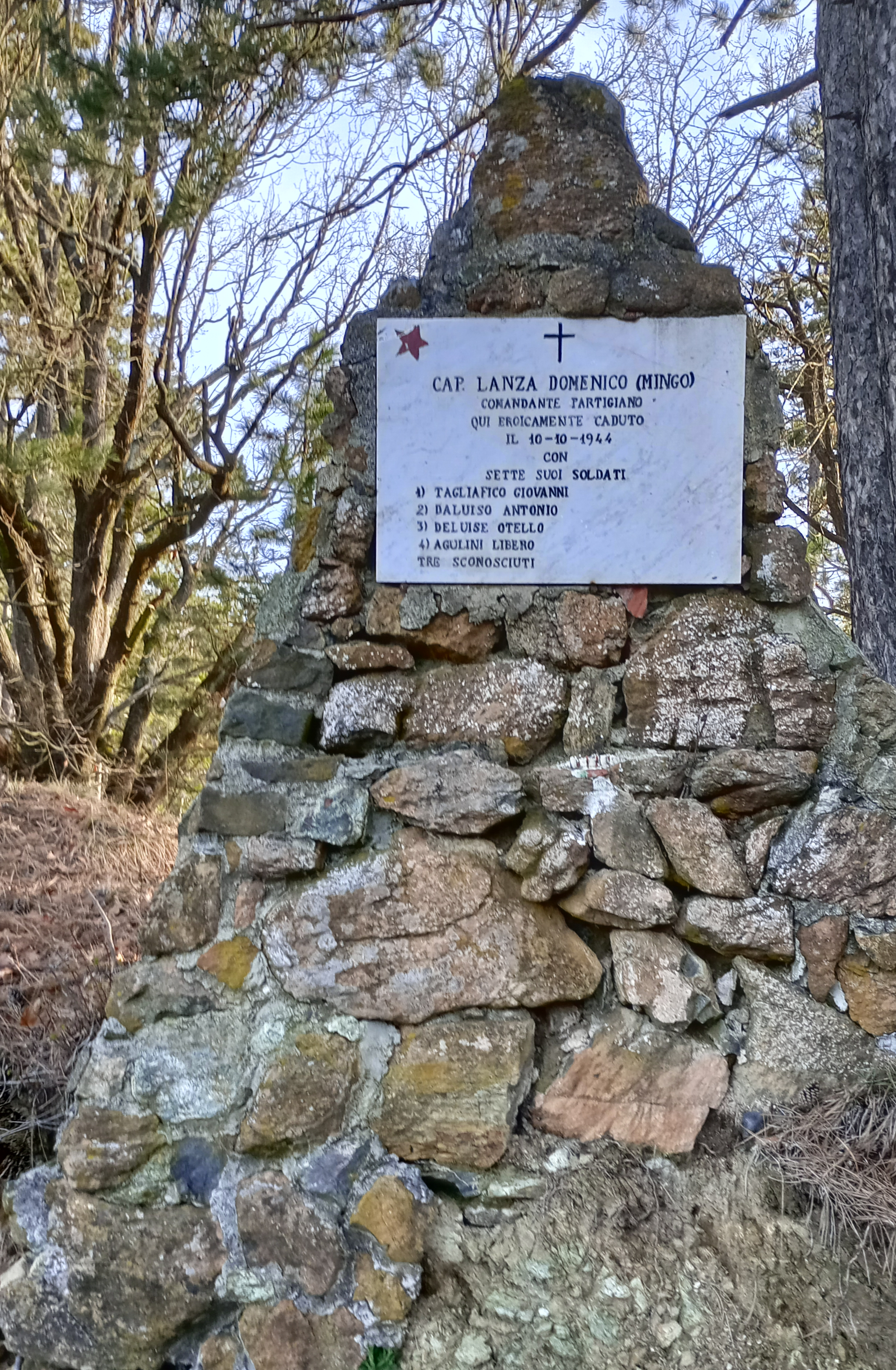
Il cippo in memoria del "comandante Mingo" a Piancastagna

Lavorava come libero professionista allorché, nel 1940, era stato richiamato e mandato, come capitano di complemento, sul fronte occidentale. Era poi stato, col 41º Reggimento di fanteria "Modena", in Dalmazia e nel Montenegro. Al momento dell'armistizio, Domenico Lanza si trovava in Italia, al deposito del 21º Reggimento fanteria. Riuscì a non farsi catturare dai tedeschi e ad unirsi ai resistenti piemontesi, con cui divenne presto il leggendario "comandante Mingo". Nell’estate 1944 si aggregò alla formazione guidata da Lanza, dopo l’abbattimento del suo velivolo, il futuro Primo Ministro rhodesiano Ian Smith, all’epoca aviatore della Royal Air Force.
Cadde al comando della Brigata GL "Michele Bonaria", con altri otto suoi partigiani, in uno scontro con i tedeschi a Piancastagna. La salma di "Mingo" fu subito composta e trasportata alla piccola chiesa di Piancastagna di Ponzone. Qui è poi sorto, alle falde del Bric dei Gorrei, il Sacrario che ricorda personaggi ed episodi della Resistenza tra l'Acquese e l'Ovadese. Nell'ottobre del 2003, i resti del "comandante Mingo" sono stati definitivamente sistemati in un loculo sotto la fornella in bronzo, che sorge nel Sacrario.